# Nick Zano
Nick Zano (Nueva Jersey, 8 de marzo de 1978) es un actor y productor de televisión estadounidense. Es más conocido por interpretar a Vince en la serie What I Like About You. Tuvo su gran papel en MTV, donde fue anfitrión de un programa de red de información y entretenimiento de la antigua industria del cine, Movie House, y luego trabajó brevemente como un corresponsal de MTV News antes de comenzar su carrera como actor

## Primeros años y educación
Zano nació en Nutley, Nueva Jersey y también vivió en Florida de niño. Mientras asistía a la escuela secundaria Wellington en Wellington, Florida, Zano fue activo en los departamentos de drama y televisión. A lo largo de los años, él y sus compañeros de clase produjeron un programa de sketch semanal que salió al aire en la estación de televisión de la escuela. Mientras trabajaba en el programa, Zano escribió, protagonizó y dirigió películas de estudiantes que hicieron su camino a la competencia de Películas Universales, un festival en el que más de 800 escuelas secundarias locales participan.

## Carrera
Poco después de haberse graduado de la escuela secundaria, Zano se mudó a Los Ángeles y consiguió un trabajo desarrollando películas y proyectos de televisión para una pequeña compañía. Durante ese tiempo, él era el productor asociado para Living Position, un especial de televisión del Día Mundial del SIDA organizado por Lou Diamon Phillips. Era mientras él estaba vendiendo zapatos en una boutique de moda de Los Ángeles cuando un cliente, sin el conocimiento de Zano, volvió a su oficina y le dijo a sus supervisadores que ella había conocido a un chico que sería excelente en la televisión. La mujer misteriosa era una empleada de MTV, lo que se le dio a Zano el trabajo como anfitrión para Movie House. En 2003, ganó el papel para ser el interés amoroso de Holly, Vince, en la serie cómica What I Like About You, con Amanda Bynes y Jennie Garth. Zano hizo su primera aparición en la segunda temporada y permaneció allí hasta la cuarta y última temporada que terminó el 24 de abril de 2006. Posteriormente, pasó de ser anfitrión a un productor ejecutivo de su reality show Why Can't I Be You?.
Al año siguiente, Zano apareció junto a Haylie Duff y Frankie Muniz en la comedia romántica independiente My Sexiest Year. La película, que recibió críticas mixtas, tuvo su estreno en el mundo en el festival Hamptons International Film Festival. En 2008, apareció en un papel de reparto junto a Drake Bell en la comedia College. Zano también apareció en Beverly Hills Chihuahua y Joy Ride 2: Dead Ahead más tarde ese mismo año.
En 2009, Zano coprotagonizó en The Final Destination, la cuarta entrega de la película. También fue estrella invitada en la serie cómica de ABC Cougar Town, junto a Courteney Cox. En 2010, tuvo un papel recurrente en Melrose Place.
En 2011 aparece en el video de presentación de la gira de Katy Perry (California Dreams Tour 2011) como "Bakers Boy".

## Vida personal
Desde principios de 2011 hasta el 2014, mantuvo una relación con la también actriz Kat Dennings, quien interpreta a Max, personaje principal de la serie 2 Broke Girls, en la cual Zano es personaje recurrente.
En junio, Se confirmó que Zano mantenía una relación sentimental con la actriz Canadiense Leah Renee. El 29 de julio, anunciaron la llegada de su primer hijo Wyatt.

## Filmografía

### Cine
| Año  | Título                  | Personaje          | Notas           |
| ---- | ----------------------- | ------------------ | --------------- |
| 2002 | Catch Me If You Can     | James              | No acreditado   |
| 2004 | Fat Albert              | Vendedor de cámara |                 |
| 2007 | My Sexiest Year         | Pierce             |                 |
| 2008 | College                 | Teague             |                 |
| 2008 | Beverly Hills Chihuahua | Bryan              |                 |
| 2008 | Joy Ride 2: Dead Ahead  | Bobby Lawrence     | Directo a vídeo |
| 2009 | The Final Destination   | Hunt Wynorski      |                 |
| 2011 | Sense and Sensibility   | Brandon Hurst      |                 |
| 2011 | 10 Years                | Nick Vanillo       |                 |
| 2013 | Lost Luck               | James              |                 |

### Televisión
| Año       | Título                                   | Personaje              | Notas                                    |
| --------- | ---------------------------------------- | ---------------------- | ---------------------------------------- |
| 2003      | Sweet Potato Queens                      |                        | Película de televisión                   |
| 2003–2006 | What I Like About You                    | Vince                  | Principal (Temporada 2-4; 53 episodios)  |
| 2005      | One Tree Hill                            | Él mismo               | "Somewhere a Clock Is Ticking"           |
| 2005      | Everything You Want                      | Quinn Andrews          | Película de televisión                   |
| 2007      | 7th Heaven                               | Dr. Jonathan Sanderson | 3 Episodios                              |
| 2008      | Ernesto                                  | Boden                  | Película de televisión                   |
| 2009      | Operating Instructions                   | Luke Taylor            | Piloto no vendido                        |
| 2009      | Cougar Town                              | Josh                   | Recurrente (Temporada 1; 5 episodios)    |
| 2010      | Melrose Place                            | Dr. Drew Pragin        | Recurrente, 5 episodios                  |
| 2010–2011 | The Secret Life of the American Teenager | Dr. Miller             | Recurrente (Temporada 3; 2 episodios)    |
| 2011      | Drop Dead Diva                           | Tim Klein              | Episodio: "Hit and Run"                  |
| 2011      | Desperately Seeking Santa                | David Morretti         | Película de televisión                   |
| 2011      | California Dreams Tour 2011              | Bakers boy             |                                          |
| 2011–2012 | 2 Broke Girls                            | Jhonny                 | Recurrente (Temporadas 1-2; 9 episodios) |
| 2012      | 90210                                    | Preston Hillingsbrook  | Recurrente (Temporada 4; 6 episodios)    |
| 2012–2013 | Happy Endings                            | Pete                   | Recurrente (Temporada 3; 8 episodios)    |
| 2014      | Mom                                      | David                  | Invitado (Temporada 1; 2 episodios)      |
| 2014      | Friends with Better Lives                | Handy Randy            | Episodio: "Pros and Cons"                |
| 2015      | One Big Happy                            | Luke                   | Principal, 6 episodios                   |
| 2015      | Minority Report                          | Arthur Watson          | Principal, 10 episodios                  |
| 2016–2022 | DC's Legends of Tomorrow                 | Nate Heywood / Steel   | Principal (Temporada 2-7; 93 episodios)  |
| 2016      | Arrow                                    | Nate Heywood           | Episodio: "Invasion!"                    |
| TBA       | Obliterated                              | Chad McKnight          | Filmando                                 |
| 2023      | ``Hechos Polvo``                         | Chad McKnight          | Elenco Principal, 8 Episodios.           |